# End Time Illusion
Gli End Time Illusion sono un gruppo musicale groove metal/progressive metal originario di New York, fondato nel 2002 da Dave Sharpe.

## Storia
La band si formò nel 2002, e dal 2003 iniziò a comporre materiale per l'album d'esordio. Il bassista Jay Warziniak, trasferitosi temporaneamente in Ungheria, tornò dal suo viaggio per ricongiungersi alla band all'inizio del 2004.
Con l'aggiunta di Scott Kadish alla seconda chitarra e Gary Goudreau al basso, la band pubblicò il suo primo albukm, So Below attraverso la Spare Change Records nel 2005, che ricevette recensioni entusiastiche.
Il 21 giugno 2008 venne pubblicato il secondo album, sempre dalla stessa casa discografica. Secondo una recensione su CD Baby di Bob Howard, la band mescola "molti generi importanti di metal e lo fa non conformandosi alla cosa". Alla fine del 2008 la band ha stretto un endorsement con Monson Guitars. Il modello personalizzato "Conjurer" di Dave è uscito sul mercato nel 2009 che comprende il design personale di Dave e le specifiche realizzate dal liutaio Brent Monson.
Nel 2015 la band ha pubblicato il terzo albumi, Deities at War, masterizzato allo Sterling Sound da UE Nastasi.

## Formazione

### Attuale
- Dave Sharpe - voce, chitarra (2002-presente)
- Adam Sloan - chitarra (2015-presente)
- Matt Sharpe - basso (2015-presente)
- Sean Guara - batteria (2015-presente)

### Ex membri
- Scott Kadish - basso
- Gary Gourdreau - basso
- Jay Rodriguez -batteria

## Discografia
- 2005 - So Below
- 2008 - Eminem Prophane
- 2015 - Daities at War